# A Nuvem Rosa
A Nuvem Rosa és una pel·lícula de ciència-ficció thriller brasilera del 2021 escrita i dirigida per Iuli Gerbase en el seu debut direccional. L'escenari de la història de la pel·lícula s'ha comparat amb la pandèmia de COVID-19, tot i que escrit i dirigit anteriorment, el 2017 i el 2019 respectivament. És protagonitzada per Renata de Lélis, Eduardo Mendonça, Kaya Rodrigues, Helena Becker i Girley Paes.
La pel·lícula es va estrenar al Festival de Cinema de Sundance el 29 de gener de 2021. Es va estrenar a les sales de cinema al Brasil el 26 d'agost de 2021 per O2 Play.

## Repartiment
El repartiment inclou:
- Renata de Lélis com Giovana
- Eduardo Mendonça com a Yago
- Kaya Rodrigues com a Sara
- Helena Becker com a Júlia
- Girley Paes com a Rui

## Argument
Giovana i Yago es troben i tenen una aventura d'una nit. L'endemà al matí es produeix una ordre de refugi al lloc quan apareix un núvol rosat misteriós i mortal. Es veuen obligats a refugiar-se junts.
Quan comença el confinament, es comuniquen amb la família i els amics per telèfon i xat de vídeo. Giovana li diu a la seva mare per telèfon que va conèixer a Yago ahir. L'amiga de la Giovana està atrapada sola a casa perquè la seva parella va anar a la fleca. El pare de Yago, que pot tenir demència o una altra malaltia, està aïllat amb la seva infermera. La germana petita de Giovana està aïllada en una festa de pijama amb la família d'un amic.
El pas del temps és evident quan la seva germana diu que el pare del seu amic està racionant el menjar. Finalment, el govern lliura aliments a les llars mitjançant un sistema de tubs interconnectats i drons.
Una economia capitalista sembla continuar sota el nou ordre mundial. Giovana i Yago compren productes a través del sistema de tubs per fer front al seu aïllament. Yago es troba amb dificultats econòmiques perquè ha de pagar el sou de la infermera del seu pare, però no pot treballar perquè és quiropràctic. Giovana és desenvolupadora web i l'ajuda econòmicament.
La relació inicialment platònica de Yago i Giovana es torna més sexual gradualment. Tot i compartir que mai va voler tenir fills, Giovana queda embarassada. Ella dóna a llum un nen amb un metge que l'ajuda amb el part a través del xat de vídeo.
El seu fill, Lino, celebra diversos aniversaris de manera aïllada. Giovana lluita amb la seva salut mental i sent que Yago no és conscient del que està passant al món. Segueix les notícies en línia i busca actualitzacions sobre el núvol rosa. Yago, però, s'enfronta situant-se entre la negació i l'acceptació radical. Per ajudar-la a fer front, Giovana i Yago intenten desenvolupar una relació més íntima, però Yago no està tan compromès com Giovana. Frustrada, Giovana diu que vol separar-se. Viuen per separat als dos pisos separats de la casa, i Lino es mou entre ells cada 3 dies. Poques vegades passen temps junts.
L'amiga de Giovana fa anys que està sola a casa seva i està molt deprimida. El seu metge li recepta antidepressius i ella compra un gos robot. La germana adolescent de Giovana, encara aïllada a la festa de pijames de la seva amiga, li diu a Giovana que dues de les seves amigues estan embarassades. El pare de l'altre amic les ha fet servir per tenir sexe. Giovana, horroritzada, s'ofereix a enviar-los anticonceptius.
El pare de Yago està molt malalt i ha deixat de prendre els seus medicaments perquè la seva infermera ha mort. Yago sospita que el seu pare va matar la infermera perquè abans havia amenaçat de matar-lo. Yago deixa de trucar al seu pare perquè no recorda qui és Yago.
Després d'haver nascut a l'interior i mai experimentat el món exterior, Lino no pensa en el núvol rosa com una cosa dolenta. Potser a causa de l'apreciació innocent del seu fill, en Yago comença a seguir algun tipus de religió relacionada amb els núvols rosats que implica portar una corda rosa al coll. Ha arribat a acceptar totalment la seva vida a casa amb el seu fill
Yago comença a tenir relacions sexuals amb una dona en línia. Giovana té "sexe a la finestra" amb un veí. Finalment, Yago i Giovana es tornen a reunir i tornen a viure en família. Lino i Yago compren a Giovana un auricular de realitat virtual i ràpidament es torna addicta. Passa gairebé tot el temps amb els auriculars a la platja fins que Lino el destrueix.
En un moment donat sembla que hi pot haver la possibilitat que el núvol rosa desaparegui. Un núvol verd que sembla l'aurora boreal apareix al cel en lloc del núvol rosa. Giovana creu plenament que serà lliure, i fins i tot està fent les maletes i xerrant amb els amics per trobar-se en persona. Després del que sembla ser qüestió de dies, el núvol verd desapareix i, per un moment, el cel es veu normal. La Giovana està visiblement exaltada, però en qüestió de segons torna el núvol rosa.
Giovana surt al balcó. Ella compta fins a deu i l'escena acaba abans que el núvol rosa pugui tenir cap efecte sobre ella.

## Llançament
La pel·lícula es va estrenar a la secció World Cinema Dramatic Competition del Festival de Cinema de Sundance el 29 de gener de 2021. Va ser estrenat a les sales de cinema al Brasil el 26 d'agost de 2021 per O2 Play.

## Recepció
Al lloc web de l'agregador de ressenyes Rotten Tomatoes, la pel·lícula té una puntuació d'aprovació del 93% basada en 60 crítiques, amb una valoració mitjana de 7,3/10. El consens dels crítics del lloc web diu: "Un debut estranyament rellevant de l'escriptor i director Iuli Gerbase, A Nuvem Rosa arriba a les falles emocionals de la vida pandèmica i surt amb observacions sorprenents sobre el comportament humà".

## Premis
Va guanyar el Premi Blood Window al LIV Festival Internacional de Cinema Fantàstic de Catalunya.